# Korea Open 2017
Korea Open 2017, oficiálním názvem KEB Hana Bank • Incheon Airport Korea Open 2017,  byl tenisový turnaj pořádaný jako součást ženského okruhu WTA Tour, který se hrál na otevřených dvorcích s tvrdým povrchem tenisového centra v soulském olympijském parku. Probíhal mezi 16. až 24. zářím 2017 v jihokorejské metropoli Soulu jako čtrnáctý ročník turnaje.
Turnaj s rozpočtem 250 000 dolarů patřil do kategorie WTA International Tournaments. Nejvýše nasazenou hráčkou ve dvouhře se opět stala světová desítka Jeļena Ostapenková z Lotyšska. Jako poslední přímá účastnice do dvouhry nastoupila 119. hráčka žebříčku Nicole Gibbsová ze Spojených států.
Druhý singlový titul na okruhu WTA Tour vybojovala nejvýše nasazená vítězka Roland Garros Jeļena Ostapenková. Osmou společnou trofej ze čtyřhry si odvezl nejvýše nasazený nizozemsko-švédský pár Kiki Bertensová a Johanna Larssonová.

## Distribuce bodů a finančních odměn

### Distribuce bodů
| Soutěž  | vítězky | finalistky | semifinalistky | čtvrtfinalistky | 16 v kole | 32 v kole | Q  | Q3 | Q2 | Q1 |
| ------- | ------- | ---------- | -------------- | --------------- | --------- | --------- | -- | -- | -- | -- |
| dvouhra | 280     | 180        | 110            | 60              | 30        | 1         | 18 | 14 | 10 | 1  |
| čtyřhra | 280     | 180        | 110            | 60              | 1         | —         | —  | —  | —  | —  |

### Finanční odměny
| Soutěž                                | vítězky | finalistky | semifinalistky | čtvrtfinalistky | 16 v kole | 32 v kole | Q      | Q2   | Q1   |
| ------------------------------------- | ------- | ---------- | -------------- | --------------- | --------- | --------- | ------ | ---- | ---- |
| dvouhra                               | $43 000 | $21 400    | $11 300        | $5 900          | $3 310    | $1 925    | $1 005 | $730 | $530 |
| čtyřhra                               | $12 300 | $6 400     | $3 435         | $1 820          | $960      | —         | —      | —    | —    |
| částky ve čtyřhře jsou uváděny na pár |         |            |                |                 |           |           |        |      |      |

## Ženská dvouhra

### Nasazení
| Stát                         | Hráčka                | WTA | Nasazení |
| ---------------------------- | --------------------- | --- | -------- |
| Lotyšsko                     | Jeļena Ostapenková    | 10. | 1.       |
| Nizozemsko                   | Kiki Bertensová       | 29. | 2.       |
| Česko                        | Kristýna Plíšková     | 44. | 3.       |
| Rumunsko                     | Sorana Cîrsteaová     | 51. | 4.       |
| Rumunsko                     | Irina-Camelia Beguová | 54. | 5.       |
| Německo                      | Tatjana Mariová       | 58. | 6.       |
| Španělsko                    | Lara Arruabarrenová   | 61. | 7.       |
| USA                          | Christina McHaleová   | 62. | 8.       |
| Žebříček WTA k 11. září 2017 |                       |     |          |

### Jiné formy účasti
Následující hráčky obdržely divokou kartu do hlavní soutěže:
- Han Na-lae
- Jang Su-jeong
- Katarina Zavacká

Následující hráčka nastoupila do hlavní soutěže pod žebříčkovou ochranou:
- Misa Egučiová

Následující hráčky si zajistily postup do hlavní soutěže v kvalifikaci:
- Priscilla Honová
- Luksika Kumkhumová
- Karolína Muchová
- Peangtarn Plipuečová
- Arantxa Rusová
- Varatčaja Vongteančajová

### Odhlášení
před zahájením turnaje
- Eugenie Bouchardová → nahradila ji  Mariana Duqueová Mariñová
- Misaki Doiová → nahradila ji  Misa Egučiová
- Kirsten Flipkensová → nahradila ji  Čang Kchaj-čen
- Varvara Lepčenková → nahradila ji  Richèl Hogenkampová
- Sloane Stephensová → nahradila ji  Jekatěrina Alexandrovová
- Jelena Vesninová → nahradila ji  Denisa Alertová

## Ženská čtyřhra

### Nasazení
| Stát                                                                     | Hráčka                | Stát       | Hráčka              | WTA  | Nasazení |
| ------------------------------------------------------------------------ | --------------------- | ---------- | ------------------- | ---- | -------- |
| Nizozemsko                                                               | Kiki Bertensová       | Švédsko    | Johanna Larssonová  | 52.  | 1.       |
| Rumunsko                                                                 | Irina-Camelia Beguová | Česko      | Kristýna Plíšková   | 120. | 2.       |
| Japonsko                                                                 | Nao Hibinová          | Gruzie     | Oxana Kalašnikovová | 125. | 3.       |
| Čínská Tchaj-pej                                                         | Čuang Ťia-žung        | Nizozemsko | Arantxa Rusová      | 223. | 4.       |
| Žebříček WTA k 11. září 2017; číslo je součtem umístění obou členek páru |                       |            |                     |      |          |

### Jiné formy účasti
Následující páry obdržely divokou kartu do hlavní soutěže:
- Han Sung-hee /  Kim Da-bin
- Hong Seung-yeon /  Kang Seo-kyung

### Odhlášení
v průběhu turnaje
- Sorana Cîrsteaová

## Přehled finále

### Ženská dvouhra
- Jeļena Ostapenková vs.  Beatriz Haddad Maiová, 6–7(5–7), 6–1, 6–4

### Ženská čtyřhra
- Kiki Bertensová /  Johanna Larssonová vs.  Luksika Kumkhumová /  Peangtarn Plipuečová, 6–4, 6–1